# Château de Sant Ferran
Le château de Sant Ferran est une forteresse militaire construite au XVIIIe siècle et située sur une colline à la limite de la commune de Figueras. Il s'agit du monument le plus important de toute la Catalogne en superficie.

## Architecture

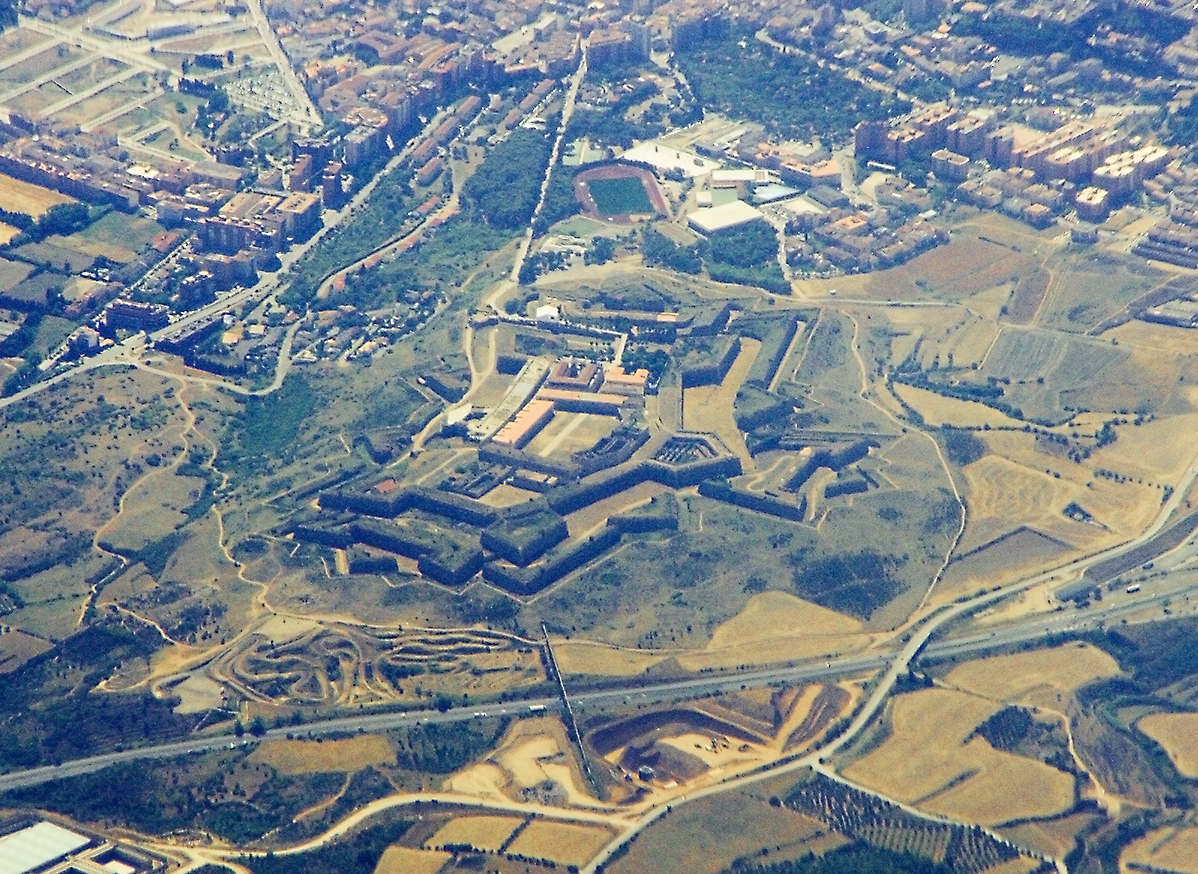
Vue aérienne du Château de Sant Ferran.

## Protection
Depuis le 5 mai 1949, tous les châteaux en Espagne font l'objet d’un classement en tant que monument historique au titre de bien d'intérêt culturel. Le château  de Sant Ferran est enregistré depuis le 8 novembre 1988 sous la référence RI-51-0005897.
Il fait également l’objet d’un classement en Catalogne au titre de bien culturel d'intérêt national depuis le 22 avril 1949 sous la référence 846-MH.